# Tripteroides distigma
Tripteroides distigma är en tvåvingeart som först beskrevs av Edwards 1925.  Tripteroides distigma ingår i släktet Tripteroides och familjen stickmyggor. Inga underarter finns listade i Catalogue of Life.